# ОК ВГСК
ОК ВГСК је одбојкашки клуб из Великог Градишта. Основан је 1965. године, у оквиру Одбојкашког савеза Србије. Након што су 1980. године постали прваци Југославије, остварили су учешће на Купу европских шампиона, поводом којег је изграђена велика спортска хала у Великом Градишту. У њој и данас наступају пред домаћом публиком. Велике успехе су имали и у млађим категоријама. Играчи у млађим категоријама имали су и велике успехе у школским такмичењима у одбојци.

## Успеси
| Категорија | Успех       | Година   |
| ---------- | ----------- | -------- |
| Пионири    | 2. у Србији | 2016.    |
| Пионири    | 1. у Србији | 2017/18. |
| Кадети     | 1. у Србији | 2016.    |
| Кадети     | 3. у Србији | 2017.    |
| Кадети     | 4. у Србији | 2018.    |
| Сениори    | 1. у СФРЈ   | 1980.    |

- Сениори ОК ВГСК су сезоне 2007/08. успели да остваре учешће у Супер лиги, и такмиче се са већим клубовима попут Црвене звезде, Партизана, Војводине итд.
- Низ година за редом, сениори ОК ВГСК боре се у Првој лиги Србије за што бољи пласман, а можда и повратак у Супер лигу у будућности.
- Основне и средње школе чији су ученици играчи млађих селекција овог клуба, већ пар година у низу одбрањују титулу првака државе.
- Један од истакнутих успеха играча овог клуба, који похађају Средњу школу "Милоје Васић" у Великом Градишту, је и бронзана медаља на Светском школском првенству за средње школе у Брну 2018. године.
- Из млађих категорија чак шест играча било је прикључено репрезентацији Србије у протеклих пар година.

## Познати играчи
Неки од наведених играча су бивши репрезентативци, а неки и олимпијски прваци.
- Миодраг Митић
- Михајло Митић
- Владимир Трифуновић[1]
- Слободан Ковач

## Тренутни тренери
- Дејан Милановић - тренер селекције пионира
- Радомир Величковић и Миодраг Живковић - тренери селекција кадета, јуниора и сениора